# Đurđevi stupovi
Đurđevi stupovi (cyr. Ђурђеви cтупови) – prawosławny monastyr z XII wieku położony w pobliżu miasta Novi Pazar w Sandżaku, w Serbii. Kościół został ustanowiony przez księcia Raszki Stefana Nemanię w 1166 na miejscu dawnej serbskiej stolicy. Jest to wczesny typ budowli jednonawowej z kopułą, trzema apsydami od wschodu i dwiema wieżami od zachodu. Wewnątrz zachowały się resztki malowideł ściennych z XII w.
Đurđevi stupovi zostało wpisane na listę światowego dziedzictwa UNESCO w 1979 roku.